# Де Оливейра, Лайсла
Лайсла Де Оливейра (англ. Laysla De Oliveira; род. 11 января 1992, Торонто) — канадская актриса. Получила известность благодаря роли Вероники в фильме «Почётный гость», Бекки в фильме «В высокой траве» и Додж в телесериале «Лок и ключ».

## Биография
Родилась 11 января 1992 года в Торонто, в семье выходцев из Бразилии. В 14 лет начала карьеру модели. Училась в школе искусств Роуздейл-Хайтс.
Её актёрский дебют состоялся в 2012 году, когда она сыграла в одном из эпизодов сериала «Тайные операции».
Первой её крупной ролью стало участие в фильме «Старые знакомые», вышедшем в 2018 году.
В 2018—2019 годах играла Глоу в сериале «Одарённые».
В 2019 году сыграла главные роли в фильмах «Почётный гость» и «В высокой траве».
С 2020 по 2022 год играла роль Додж в сериале «Лок и ключ».

## Фильмография
| Год       |     | Русское название       | Оригинальное название | Роль           |
| --------- | --- | ---------------------- | --------------------- | -------------- |
| 2012      | с   | Тайные операции        | Covert Affairs        | Джоанна Питерс |
| 2013      | с   | Никита                 | Nikita                | Беттина        |
| 2013      | тф  | Готика                 | Gothica               | Тесса          |
| 2016      | кор | К нам                  | Onto Us               | Мария          |
| 2016      | ф   | Лия спешит на помощь   | Lea to the Rescue     | Паула Ферейра  |
| 2017      | тф  | Джален против всех     | Jalen Vs. Everybody   | Анжела         |
| 2018      | с   | Я — зомби              | iZombie               | Зои Уорд       |
| 2018      | ф   | Старые знакомые        | Acquainted            | Эмма           |
| 2018      | ф   | По одному              | One by One            | Лита           |
| 2018      | тф  | Прощай, детка, прощай  | Gone Baby Gone        | Грейс Коул     |
| 2018—2019 | с   | Одарённые              | The Gifted            | Глоу           |
| 2019      | ф   | Почётный гость         | Guest of Honour       | Вероника       |
| 2019      | ф   | Деловая этика          | Business Ethics       | Роза           |
| 2019      | ф   | В высокой траве        | In the Tall Grass     | Бекки Демут    |
| 2019      | ф   | Код 8                  | Code 8                | Мэдди          |
| 2020—2022 | с   | Лок и ключ             | Locke & Key           | Додж / Эхо     |
| 2021      | ф   | Иголка в стогу времени | Needle in a Timestack | Сибила         |
| 2023      | с   | Спецназ: Львица        | Special Ops: Lioness  | Круз Мануэлос  |